# بغان یشت (یسنا)
بغان یشت نام هات‌های (فصل‌های) ۱۹، ۲۰ و ۲۱ از بخشِ یسنا در اوستای کنونی است. بغان یشت کهن‌ترین تفسیری است که به زبان اوستایی از سه نیایش مهم زرتشتی (یَتا اَهو، اَشِم وُهو و یِنگهه هاتَم) برجای مانده است.
بغان یشتِ اوستای کنونی از نَسکِ (جلدِ) سومِ اوستای ساسانی که «بَغ نَسک» خوانده می‌شد گرفته شده است و ارتباطی با نسکِ چهاردهم اوستای ساسانی که «بغان یشت نسک» خوانده می‌شد ندارد.